# 具志川御殿

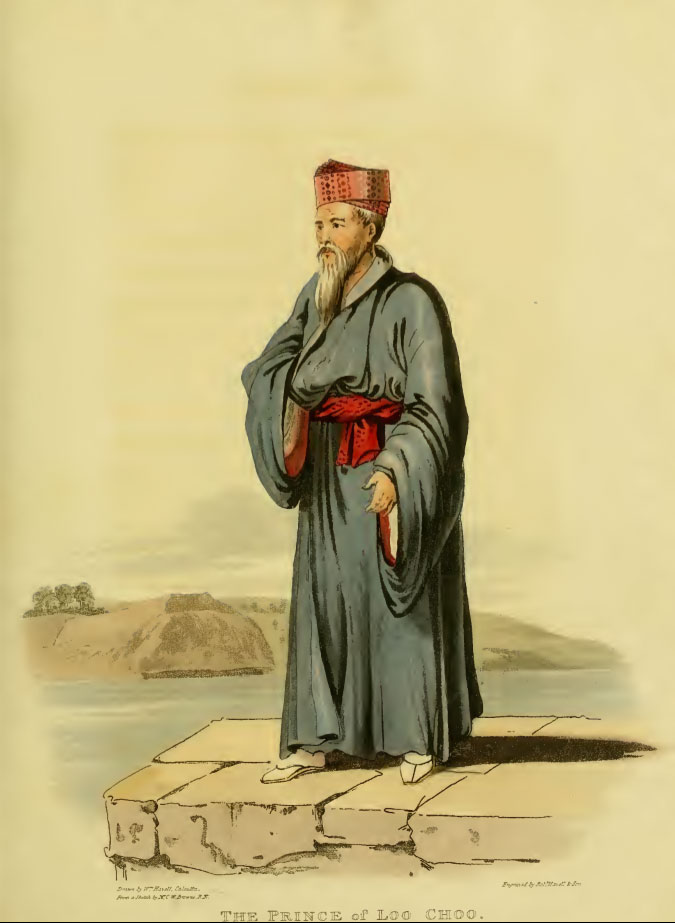
向鴻基・運天按司朝英

具志川御殿（ぐしかわうどぅん）は、尚真王の三男・尚韶威、今帰仁王子朝典（生没年不詳）を元祖とする琉球王族。第二尚氏の分家。代々今帰仁間切（現・今帰仁村）の按司地頭を務めてきたが、王国末期に具志川間切（現・うるま市具志川地区）に転任したことから具志川御殿と呼ばれる。
一世・朝典は北山監守として今帰仁城に移り住み、以後歴代当主は北山監守を務めた。七世の時に北山監守が廃止になったので、その後首里に移住した。十世・朝義は山北今帰仁城監守来歴碑記を建てるなど、祖先の業績を顕彰し、また摂政に任じられた。十二世・朝英（向鴻基）は、向邦輝の偽名を使って英船艦長バジル・ホールと会見した。十四世・朝勅の時、具志川（今帰仁）王子朝敷（尚育王三男）が今帰仁間切の按司地頭となったので、具志川間切に転任し以後具志川を家名とした。今帰仁村運天にある大北墓（七世までの歴代墓）は今帰仁村の文化財（建造物）に指定されている。

## 系譜
- 一世・尚韶威・今帰仁王子朝典
- 二世・向介紹・今帰仁按司朝殊
- 三世・向和賢・今帰仁按司朝敦
- 四世・向克順・今帰仁按司朝效
- 五世・向克祉・今帰仁按司朝容（朝敦次男。兄に嗣子無きため家督を継ぐ）
- 六世・向縄祖・今帰仁按司朝経
- 七世・向従憲・今帰仁按司朝幸
- 八世・向洪徳・今帰仁按司朝又
- 九世・向鳳彩・今帰仁按司朝季
- 十世・向宣謨・今帰仁按司朝義
- 十一世・向弘猷・今帰仁王子朝賞（蔡寅・具志頭親方得興長男。母・武樽金は十世・朝義の三女。朝義の養子となる。）
- 十二世・向鴻基・運天（今帰仁）按司朝英
- 十三世・向維藩・運天按司朝冨
- 十四世・向世忠・具志川按司朝敕（朝冨の弟・朝信次男。朝冨の養子となる）